# 孫其君
孫其君（Steven Sun，1987年11月26日—）臺灣男演員。

## 電視劇
- 2010年大愛電視台《清秀家人》飾 林家晟
- 2013年三立都會台 《兩個爸爸》飾 方慶竹
- 2013年三立都會台、東森綜合台《我的自由年代》飾 謝慶祐(阿慶)
- 2014年三立都會台、東森綜合台《媽咪的男朋友》飾 歐品康
- 2015年三立都會台、東森綜合台《莫非，這就是愛情》飾 艾倫
- 2015年三立都會台、東森綜合台《軍官·情人》飾 王尚豪
- 2016年三立都會台、東森綜合台《大人情歌》飾 何孝康
- 2019年台視、八大綜合台《我們不能是朋友》飾 黎皓一
- 2021年華視、三立都會台《廢財闖天關2》飾 Peter

### 網路劇
- 2017年《推理筆記》飾 愛迪生

## 電影
- 2019年《阿虎》飾 十一

## 音樂錄影帶
- 2011年 梁文音《情人知己》
- 2013年 鄧子霆《壞習慣》
- 2014年 黃子佼+方文琳+温嵐+修杰楷+阿喜+是元介+林珈安《帶我回家》
- 2018年 袁詠琳《That's Alright》
- 2018年  林京燁（那對夫妻）《  我愛你彭拉昆》

## 主持作品
- 2016年Vidol《實境節目－進擊的大叔》嗨嗨
- 2017年Vidol《實境節目－冒險王》
- 2017年《星鮮話》
- 2020年 台視、三立都會台－《全明星運動會》（EP04外援，於EP06後固定班底）
- 2025年 台視、LINE TV－《九條好漢在一班》（第一季固定成員）

## 廣告代言
- 2011年《健達繽紛樂》
- 2011年《SONY VAIO 筆記型電腦》

## 音樂作品

### 單曲
- 2014年 黃子佼+方文琳+温嵐+修杰楷+阿喜+是元介+林珈安《帶我回家》公益歌曲

## 出版書籍
- 2017年《孫其君的海岸自由式》

## 外部連結
- 孫其君 Steven Sun的Facebook專頁
- Steven孫其君的新浪微博
- 孫其君的Instagram帳戶
- 專訪：孫其君 過年噴火等愛梁文音.大紀元.2014-02-01（页面存档备份，存于）
- 孫其君在台灣電影網上的資料（繁體中文）